# Вільхова Говтва
Вільхо́ва Го́втва — річка в Україні, в межах Зіньківського (витоки), Диканського, Полтавського та Решетилівського районів Полтавської області. Ліва притока Говтви (басейн Дніпра).

## Опис
Довжина 86 км, площа басейну 790 км². Долина переважно трапецієподібна, ззавширшки 2—3 км. Річище помірно звивисте, завширшки (у пониззі) 15—20 м. Похил річки 0,72 м/км. Споруджено декілька ставків. Воду використовують для зрошування. 

## Розташування
Вільхова Говтва бере початок на північ від села Водяна Балка. Тече спершу на південь, далі — на південний захід, у нижній течії знову на південь, у пригирловій частині різко повертає на захід. Впадає у Говтву біля східної частини смт Решетилівки. 
Основні притоки: Кратова Говтва (ліва); Гараганка, Середня Говтва (праві).
- На старих радянських мапах верхня частина Вільхової Говтви помилково зафіксована під назвою Середня Говтва.